# Ammocrypta clara
Ammocrypta clara és una espècie de peix de la família dels pèrcids i de l'ordre dels perciformes present a Amèrica del Nord. Els adults poden assolir els 7,1 cm de longitud.